# Monastère de Ralang

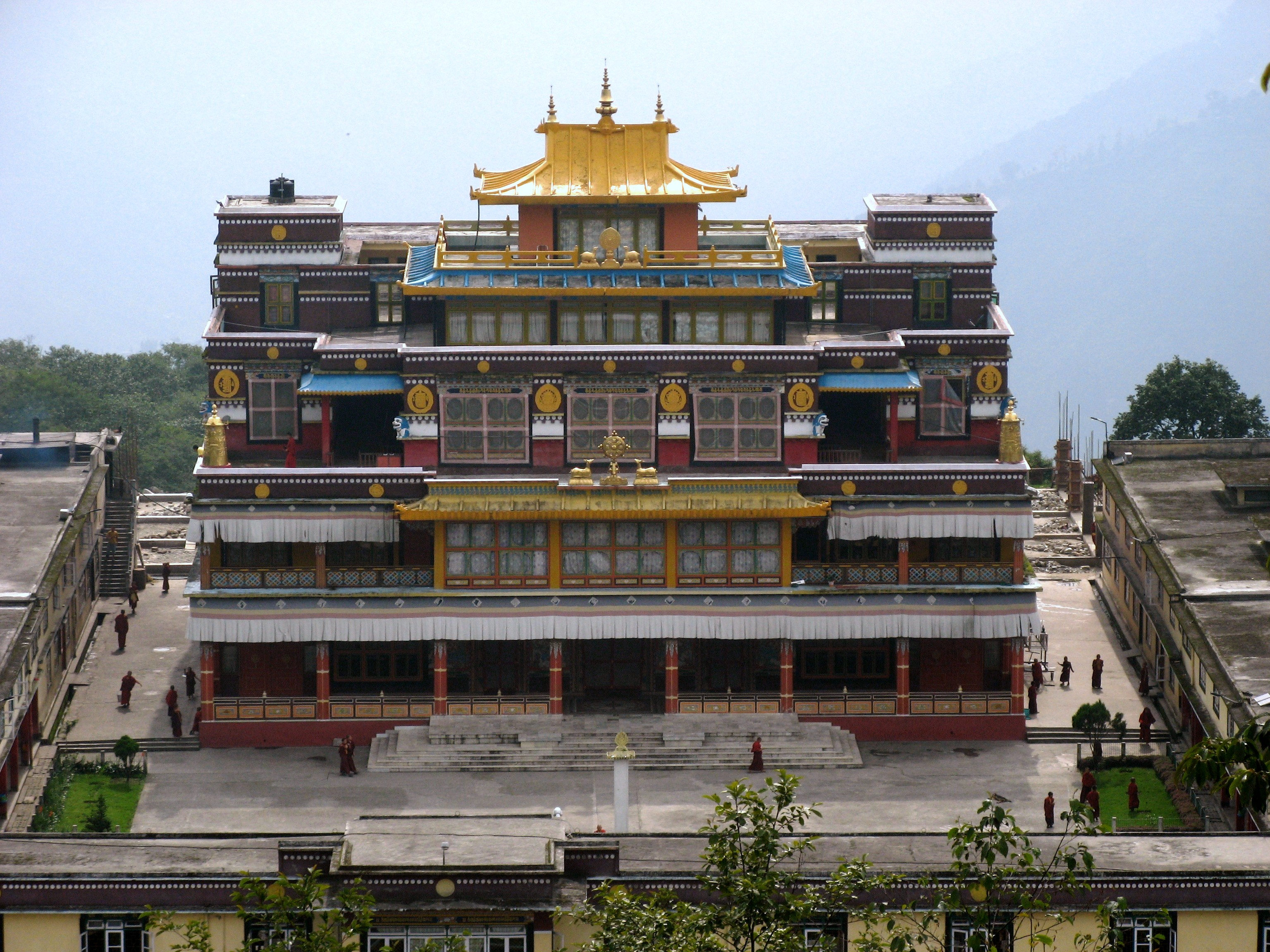
Monastère de Ralang

Le monastère de Ralang est un monastère de l'école karma-kagyu du bouddhisme tibétain dans le sud du Sikkim, en Inde . Il est situé à 6 kilomètres de Ravangla.   
Le 9e Karmapa a été invité par le roi de Sikkim, où il a fondé trois monastères : Rumtek, l'un des plus importants monastères de la lignée Karma Kagyu, école de bouddhisme tibétain, Phodong et Ralang. 
Il a été reconstruit par le 12e Gyaltsab Rinpoché en 1975-1981, et refondé en 1995, il est connu sous le nom d'Institut monastique de Palchen Choeling. Il a conservé son architecture tibétaine.
Le monastère Ralang possède une vaste collection de peintures et de thangkas et est l'hôte d'un festival annuel, connu sous le nom Pang Lhabsol lorsque le mont Kangchenjunga est adoré, habituellement en septembre et se terminant au début de décembre avec le Kagyed (en).  Des danses de Cham masquées sont également organisées chaque année, le 15e jour du septième mois du calendrier bouddhiste (août-septembre) et le 29e jour du dixième mois du calendrier bouddhiste (décembre). La danse de Mahakala a lieu chaque année au mois de novembre.